# 永平寺参道インターチェンジ
永平寺参道インターチェンジ（えいへいじさんどうインターチェンジ）は、福井県吉田郡永平寺町諏訪間にある中部縦貫自動車道（永平寺大野道路）のインターチェンジである。
福井市方面へのハーフICとなっている。
2015年（平成27年）3月1日に福井北JCT・ICで北陸道と直結するまでは、暫定的に「永平寺西IC」とされていた。（ただし当時、現地の標識には、その旨の表記はされておらず、IC名を記した出口標識が設置されたのは、「永平寺参道IC」に決定した時である。）
国直轄管理の無料区間であるため料金所はない。

## 道路
- E67 中部縦貫自動車道（永平寺大野道路）

## 接続する道路
- 国道364号谷口バイパス（国道416号バイパス重複） - 大野市方面次の永平寺ICまで本線に並行
  - ランプウェイ下部の諏訪間交点にて国道364号現道（永平寺、山中温泉方面）と接続する。

## 歴史
- 1993年（平成5年）6月1日 : 松岡IC（当時の名称は暫定的に松岡出入口） - 永平寺参道IC（当時の名称は暫定的に永平寺西IC）間開通に伴い、供用開始。
- 2007年（平成19年）3月17日 : 永平寺IC（当時の名称は暫定的に永平寺東IC） - 永平寺参道IC（当時の名称は暫定的に永平寺西IC）間開通。
- 2015年（平成27年）1月26日 : IC名称が「永平寺西IC（仮称）」から「永平寺参道IC」に正式決定[1][2]。（ただしIC名を示す標識は、上志比・大野方面延伸に伴う、同IC改築工事完成の際に取り付けられた。）

## 隣
E67 中部縦貫自動車道（永平寺大野道路）
永平寺IC - 永平寺参道IC （福井方面のみのハーフIC） - 松岡IC